# Mistrzostwa Polski w łucznictwie
Mistrzostwa Polski w łucznictwie – coroczne zawody łucznicze wyławiające najlepszych polskich łuczników. Pierwsze zawody odbyły się w 1928 roku pod nazwą „I Narodowych Zawodów Łuczniczych”. Rozgrywane są każdego roku od 1928 roku z dziesięcioletnią przerwą na II wojnę światową w latach 1939–1949.

## Edycje zawodów
| Edycja | Rok  | Data              | Miejscowość         |
| ------ | ---- | ----------------- | ------------------- |
| 1.     | 1928 | 06–07.11.1928     | Warszawa            |
| 2.     | 1929 | 25–27.11.1929     | Warszawa            |
| 3.     | 1930 |                   | Lwów                |
| 4.     | 1931 |                   | Lwów                |
| 5.     | 1932 |                   | Poznań              |
| 6.     | 1933 |                   | Poznań              |
| 7.     | 1934 |                   | Warszawa            |
| 8.     | 1935 |                   | Warszawa            |
| 9.     | 1936 | 25–29.06.1936     | Kraków              |
| 10.    | 1937 | 09–13.07.1937     | Lwów                |
| 11.    | 1938 |                   | Bydgoszcz           |
| 12.    | 1939 |                   | Poznań              |
| 13.    | 1949 |                   | Łódź                |
| 14.    | 1950 |                   | Sopot               |
| 15.    | 1951 |                   | Międzyzdroje        |
| 16.    | 1952 |                   | Sopot               |
| 17.    | 1953 |                   | Zakopane            |
| 18.    | 1954 |                   | Wrocław             |
| 19.    | 1955 |                   | Opole               |
| 20.    | 1956 |                   | Lublin              |
| 21.    | 1957 |                   | Katowice            |
| 22.    | 1958 |                   | Poznań              |
| 23.    | 1959 |                   | Sopot               |
| 24.    | 1960 |                   | Kraków              |
| 25.    | 1961 |                   | Gdańsk              |
| 26.    | 1962 |                   | Warszawa            |
| 27.    | 1963 |                   | Poznań              |
| 28.    | 1964 |                   | Łódź                |
| 29.    | 1965 |                   | Warszawa            |
| 30.    | 1966 |                   | Łódź                |
| 31.    | 1967 |                   | Stalowa Wola        |
| 32.    | 1968 |                   | Poznań              |
| 33.    | 1969 |                   | Kraków              |
| 34.    | 1970 |                   | Łódź                |
| 35.    | 1971 |                   | Wrocław             |
| 36.    | 1972 |                   | Warszawa            |
| 37.    | 1973 |                   | Rzeszów             |
| 38.    | 1974 |                   | Kraków              |
| 39.    | 1975 |                   | Prudnik             |
| 40.    | 1976 |                   | Warszawa            |
| 41.    | 1977 |                   | Białystok           |
| 42.    | 1978 |                   | Poznań              |
| 43.    | 1979 |                   | Łódź                |
| 44.    | 1980 |                   | Gorzów Wielkopolski |
| 45.    | 1981 |                   | Poznań              |
| 46.    | 1982 |                   | Prudnik             |
| 47.    | 1983 |                   | Warszawa            |
| 48.    | 1984 |                   | Łódź                |
| 49.    | 1985 |                   | Gorzów Wielkopolski |
| 50.    | 1986 |                   | Kraków              |
| 51.    | 1987 |                   | Gdańsk              |
| 52.    | 1988 |                   | Poznań              |
| 53.    | 1989 |                   | Prudnik             |
| 54.    | 1990 |                   | Żywiec              |
| 55.    | 1991 |                   | Kraków              |
| 56.    | 1992 |                   | Warszawa            |
| 57.    | 1993 |                   | Żywiec              |
| 58.    | 1994 |                   | Kielce              |
| 59.    | 1995 |                   | Kołobrzeg           |
| 60.    | 1996 |                   | Żywiec              |
| 61.    | 1997 |                   | Gorzów Wielkopolski |
| 62.    | 1998 |                   | Warszawa            |
| 63.    | 1999 |                   | Żywiec              |
| 64.    | 2000 |                   | Gorzów Wielkopolski |
| 65.    | 2001 |                   | Warszawa            |
| 66.    | 2002 |                   | Poznań              |
| 67.    | 2003 |                   | Żywiec              |
| 68.    | 2004 | 09–12.09.2004     | Prudnik             |
| 69.    | 2005 |                   | Legnica             |
| 70.    | 2006 | 24–27.08.2006     | Warszawa            |
| 71.    | 2007 | 06–09.09.2007     | Zamość              |
| 72.    | 2008 | 28–31.08.2008     | Zgierz              |
| 73.    | 2009 | 20–23.08.2009     | Kraków              |
| 74.    | 2010 | 09–12.09.2010     | Legnica             |
| 75.    | 2011 | 30.08.–02.09.2011 | Chorzów             |
| 76.    | 2012 | 06–09.09.2012     | Rzeszów             |
| 77.    | 2013 | 12–15.09.2013     | Głuchołazy          |
| 78.    | 2014 | 27–28.09.2014     | Boguchwała          |
| 79.    | 2015 | 24–27.09.2015     | Dobrcz              |
| 80.    | 2016 | 09–11.09.2016     | Dąbrowa Tarnowska   |
| 81.    | 2017 | 07–10.09.2017     | Dobczyce            |
| 82.    | 2018 | 13–16.09.2018     | Żywiec              |
| 83.    | 2019 | 06–08.09.2019     | Bytom               |
| 84.    | 2020 | 10–13.09.2020     | Legnica             |
| 85.    | 2021 | 02–04.07.2021     | Gdańsk              |
| 86.    | 2022 | 26–28.08.2022     | Dobrcz              |
| 87.    | 2023 | 25–27.08.2023     | Legnica             |
| 88.    | 2024 | 14-15.09.2024     | Żołędowo            |
| 89.    | 2025 | 28-30.08.2025     | Kraków              |

## Medaliści

### Mężczyźni
| Rok  | Miejscowość         | Złoto                                             | Srebro                                 | Brąz                                   |
| 1928 | Warszawa            | Zygmunt Brzeski (ZHP Warszawa)                    |                                        |                                        |
| 1929 | Warszawa            | Zbigniew Kosiński (AZS Warszawa)                  |                                        |                                        |
| 1930 | Lwów                | Michał Sawicki (HKS-Ł Warszawa)                   |                                        |                                        |
| 1931 | Lwów                | Jan Choina (HKS-Ł Warszawa)                       |                                        |                                        |
| 1932 | Poznań              | Zbigniew Kosiński (ZS Warszawa)                   |                                        |                                        |
| 1933 | Poznań              | Zbigniew Kapczyński (HKS-Ł Poznań)                |                                        |                                        |
| 1934 | Warszawa            | Zygmunt Łotocki (AZS Warszawa)                    |                                        |                                        |
| 1935 | Warszawa            | Bruno Prugar (Pogoń Lwów)                         |                                        |                                        |
| 1936 | Kraków              | Józef Wójcik (PPW Kraków)                         |                                        |                                        |
| 1937 | Lwów                | Miron Trusz (PPW Lwów)                            |                                        |                                        |
| 1938 | Bydgoszcz           | Feliks Majewski (PPW Bydgoszcz)                   |                                        |                                        |
| 1939 | Poznań              | Edward Sienkiewicz (PPW Pińsk)                    |                                        |                                        |
| 1949 | Łódź                | Tadeusz Skrzypkowski (Unia Zgierz)                |                                        |                                        |
| 1950 | Sopot               | Tadeusz Skrzypkowski (Unia Zgierz)                |                                        |                                        |
| 1951 | Międzyzdroje        | Edmund Markiewicz (Kolejarz Poznań)               |                                        |                                        |
| 1952 | Sopot               | Mieczysław Mazurek (Ogniwo Kraków)                |                                        |                                        |
| 1953 | Zakopane            | Mieczysław Mazurek (Ogniwo Kraków)                |                                        |                                        |
| 1954 | Wrocław             | Wiesław Godlewski (Spójnia Warszawa)              |                                        |                                        |
| 1955 | Opole               | Jerzy Kanicki (Sparta Łódź)                       |                                        |                                        |
| 1956 | Lublin              | Jerzy Kanicki (Sparta Łódź)                       |                                        |                                        |
| 1957 | Katowice            | Jerzy Nehring (Lech Poznań)                       |                                        |                                        |
| 1958 | Poznań              | Bogdan Mączyński (Syrena Warszawa)                |                                        |                                        |
| 1959 | Sopot               | Czesław Kamiński (Syrena Warszawa)                |                                        |                                        |
| 1960 | Kraków              | Marek Mączyński (Syrena Warszawa)                 |                                        |                                        |
| 1961 | Gdańsk              | Bogdan Mączyński (Syrena Warszawa)                |                                        |                                        |
| 1962 | Warszawa            | Bogdan Mączyński (Marymont Warszawa)              |                                        |                                        |
| 1963 | Poznań              | Leon Bulik (Łączność Warszawa)                    |                                        |                                        |
| 1964 | Łódź                | Bogdan Mączyński (Łączność Warszawa)              |                                        |                                        |
| 1965 | Warszawa            | Stefan Kurzawiński (Marymont Warszawa)            |                                        |                                        |
| 1966 | Łódź                | Bogdan Mączyński (Marymont Warszawa)              |                                        |                                        |
| 1967 | Stalowa Wola        | Marek Łabuda (Stal Stalowa Wola)                  |                                        |                                        |
| 1968 | Poznań              | Bogdan Mączyński (Marymont Warszawa)              |                                        |                                        |
| 1969 | Kraków              | Bogdan Mączyński (Marymont Warszawa)              |                                        |                                        |
| 1970 | Łódź                | Tomasz Leżański (Łączność Warszawa)               |                                        |                                        |
| 1971 | Wrocław             | Wojciech Szymańczyk (Surma Poznań)                |                                        |                                        |
| 1972 | Warszawa            | Zbigniew Austyn (Energetyk Kraków)                |                                        |                                        |
| 1973 | Rzeszów             | Wojciech Szymańczyk (Surma Poznań)                |                                        |                                        |
| 1974 | Kraków              | Wojciech Szymańczyk (Surma Poznań)                |                                        |                                        |
| 1975 | Prudnik             | Tadeusz Malicki (Surma Poznań)                    |                                        |                                        |
| 1976 | Warszawa            | Michał Szymczak (Drukarz Warszawa)                |                                        |                                        |
| 1977 | Białystok           | Jan Popowicz (Resowia Rzeszów)                    |                                        |                                        |
| 1978 | Poznań              | Krzysztof Włosik (Garbarnia Kraków)               |                                        |                                        |
| 1979 | Łódź                | Jan Popowicz (Resowia Rzeszów)                    |                                        |                                        |
| 1980 | Gorzów Wielkopolski | Andrzej Nuckowski (Orlęta Gorzów Wielkopolski)    |                                        |                                        |
| 1981 | Poznań              | Zbigniew Ścibor (Marymont Warszawa)               |                                        |                                        |
| 1982 | Prudnik             | Michał Szymczak (Marymont Warszawa)               |                                        |                                        |
| 1983 | Warszawa            | Zbigniew Narbutowicz (Orlęta Gorzów Wielkopolski) |                                        |                                        |
| 1984 | Łódź                | Wojciech Kwiatkowski (Kotwica Kołobrzeg)          |                                        |                                        |
| 1985 | Gorzów Wielkopolski | Krzysztof Włosik (Nadwiślan Kraków)               |                                        |                                        |
| 1986 | Kraków              | Konrad Kwiecień (Stella Kielce)                   |                                        |                                        |
| 1987 | Gdańsk              | Krzysztof Włosik (Nadwiślan Kraków)               |                                        |                                        |
| 1988 | Poznań              | Konrad Kwiecień (Stella Kielce)                   |                                        |                                        |
| 1989 | Prudnik             | Krzysztof Kaleta (Nadwiślan Kraków)               |                                        |                                        |
| 1990 | Żywiec              | Konrad Kwiecień (Łucznik Żywiec)                  |                                        |                                        |
| 1991 | Kraków              | Krzysztof Kaleta (Nadwiślan Kraków)               |                                        |                                        |
| 1992 | Warszawa            | Krzysztof Włosik (Płaszowianka Kraków)            |                                        |                                        |
| 1993 | Żywiec              | Krzysztof Kaleta (Płaszowianka Kraków)            |                                        |                                        |
| 1994 | Kielce              | Sławomir Napłoszek (Marymont Warszawa)            |                                        |                                        |
| 1995 | Kołobrzeg           | Robert Salach (MRKS Gdańsk)                       |                                        |                                        |
| 1996 | Żywiec              | Arkadiusz Ponikowski (Stella Kielce)              |                                        |                                        |
| 1997 | Gorzów Wielkopolski | Grzegorz Targoński (Marymont Warszawa)            |                                        |                                        |
| 1998 | Warszawa            | Arkadiusz Ponikowski (Stella Kielce)              |                                        |                                        |
| 1999 | Żywiec              | Bartosz Mikos (Stella Kielce)                     |                                        |                                        |
| 2000 | Gorzów Wielkopolski | Arkadiusz Ponikowski (Stella Kielce)              |                                        |                                        |
| 2001 | Warszawa            | Rafał Cwajna (Łucznik Żywiec)                     |                                        |                                        |
| 2002 | Poznań              | Zbigniew Stanieczek (Łucznik Żywiec)              |                                        |                                        |
| 2003 | Żywiec              | Jacek Proć (Strzelec Legnica)                     |                                        |                                        |
| 2004 | Prudnik             | Piotr Piątek (Łucznik Żywiec)                     | Zbigniew Stanieczek (Łucznik Żywiec)   | Rafał Dobrowolski (Stella Kielce)      |
| 2005 | Legnica             | Robert Barylski (Społem Łódź)                     |                                        |                                        |
| 2006 | Warszawa            | Jacek Proć (Strzelec Legnica)                     | Arkadiusz Ponikowski (Stella Kielce)   | Piotr Piątek (Łucznik Żywiec)          |
| 2007 | Zamość              | Piotr Piątek (Łucznik Żywiec)                     |                                        |                                        |
| 2008 | Zgierz              | Rafał Dobrowolski (Stella Kielce)                 | Tomasz Przepióra (Stella Kielce)       | Piotr Piątek (Łucznik Żywiec)          |
| 2009 | Kraków              | Piotr Piątek (Łucznik Żywiec)                     | Sebastian Pędzik (Stella Kielce)       | Jacek Proć (Strzelec Legnica)          |
| 2010 | Legnica             | Piotr Burchart (Talent Wrocław)                   | Piotr Piątek (Łucznik Żywiec)          | Sławomir Napłoszek (Marymont Warszawa) |
| 2011 | Chorzów             | Jacek Proć (Strzelec Legnica)                     | Piotr Nowak (Karima Przasław)          | Maciej Fałdziński (Stella Kielce)      |
| 2012 | Rzeszów             | Piotr Nowak (Karima Prząsław)                     | Rafał Dobrowolski (Stella Kielce)      | Aleksander Michalski (OŚ AZS Poznań)   |
| 2013 | Głuchołazy          | Piotr Nowak (Karima Prząsław)                     | Maciej Fałdziński (Stella Kielce)      | Grzegorz Śliwka (Łucznik Żywiec)       |
| 2014 | Boguchwała          | Kacper Sierakowski (Marymont Warszawa)            | Rafał Cwajna (Łucznik Żywiec)          | Sławomir Napłoszek (Marymont Warszawa) |
| 2014 | Boguchwała          | Kacper Sierakowski (Marymont Warszawa)            | Rafał Cwajna (Łucznik Żywiec)          | Piotr Nowak (Karima Prząsław)          |
| 2015 | Dobrcz              | Adam Jurzak (Unia Pielgrzymka)                    | Wiktor Wojciechowski (Zryw Dobrcz)     | Sławomir Napłoszek (Marymont Warszawa) |
| 2015 | Dobrcz              | Adam Jurzak (Unia Pielgrzymka)                    | Wiktor Wojciechowski (Zryw Dobrcz)     | Roman Pękalski (Marymont Warszawa)     |
| 2016 | Dąbrowa Tarnowska   | Sławomir Napłoszek (Marymont Warszawa)            | Paweł Marzec (Talent Wrocław)          | Kacper Sierakowski (Marymont Warszawa) |
| 2016 | Dąbrowa Tarnowska   | Sławomir Napłoszek (Marymont Warszawa)            | Paweł Marzec (Talent Wrocław)          | Mateusz Bucki (Stella Kielce)          |
| 2017 | Dobczyce            | Sławomir Napłoszek (Marymont Warszawa)            | Maciej Fałdziński (Stella Kielce)      | Mateusz Ogrodowczyk (Surma Poznań)     |
| 2017 | Dobczyce            | Sławomir Napłoszek (Marymont Warszawa)            | Maciej Fałdziński (Stella Kielce)      | Marek Szafran (Społem Łódź)            |
| 2018 | Żywiec              | Michał Basiuras (Społem Łódź)                     | Sławomir Napłoszek (Marymont Warszawa) | Marek Szafran (Społem Łódź)            |
| 2018 | Żywiec              | Michał Basiuras (Społem Łódź)                     | Sławomir Napłoszek (Marymont Warszawa) | Paweł Marzec (Talent Wrocław)          |
| 2019 | Bytom               | Patryk Gołąbczak (Boruta Zgierz)                  | Michał Basiuras (Społem Łódź)          | Filip Łazowski (Łucznik Żywiec)        |
| 2019 | Bytom               | Patryk Gołąbczak (Boruta Zgierz)                  | Michał Basiuras (Społem Łódź)          | Mateusz Bucki (Stella Kielce)          |
| 2020 | Legnica             | Sławomir Michalak (ROKiS Radzymin)                | Arkadiusz Smoliński (Zryw Dobrcz)      | Michał Basiuras (Społem Łódź)          |
| 2020 | Legnica             | Sławomir Michalak (ROKiS Radzymin)                | Arkadiusz Smoliński (Zryw Dobrcz)      | Kacper Sierakowski (Marymont Warszawa) |
| 2021 | Gdańsk              | Piotr Starzycki (Marymont Warszawa)               | Sławomir Napłoszek (Marymont Warszawa) | Oskar Kasprowski (Łucznik Żywiec)      |
| 2021 | Gdańsk              | Piotr Starzycki (Marymont Warszawa)               | Sławomir Napłoszek (Marymont Warszawa) | Kacper Sierakowski (Marymont Warszawa) |

### Kobiety
| Rok  | Miejscowość         | Złoto                                         | Srebro                                  | Brąz                                         |
| 1928 | Warszawa            | Helena Świstakowa (PWK Łódź)                  |                                         |                                              |
| 1929 | Warszawa            | Irena Stefańska (PWK Bielsko Podlaska)        |                                         |                                              |
| 1930 | Lwów                | Janina Kurkowska-Spychajowa (RW Warszawa)     |                                         |                                              |
| 1931 | Lwów                | Marianna Królówna (Sokół Warszawa)            |                                         |                                              |
| 1932 | Poznań              | Janina Kurkowska-Spychajowa (RW Warszawa)     |                                         |                                              |
| 1933 | Poznań              | Janina Kurkowska-Spychajowa (RW Warszawa)     |                                         |                                              |
| 1934 | Warszawa            | Janina Kurkowska-Spychajowa (RW Warszawa)     |                                         |                                              |
| 1935 | Warszawa            | Anna Moczulska (ZS Warszawa)                  |                                         |                                              |
| 1936 | Kraków              | Zofia Bunschowa (Sokół Kraków)                |                                         |                                              |
| 1937 | Lwów                | Janina Kurkowska-Spychajowa (RW Warszawa)     |                                         |                                              |
| 1938 | Bydgoszcz           | Irena Skorupska (TKKFK Katowice)              |                                         |                                              |
| 1939 | Poznań              | Irena Skorupska (TKKFK Katowice)              |                                         |                                              |
| 1949 | Łódź                | Maria Kondracka (Ogniwo Warszawa)             |                                         |                                              |
| 1950 | Sopot               | Maria Kondracka (Ogniwo Warszawa)             |                                         |                                              |
| 1951 | Międzyzdroje        | Maria Kondracka (Ogniwo Warszawa)             |                                         |                                              |
| 1952 | Sopot               | Janina Kurkowska-Spychajowa (Ogniwo Warszawa) |                                         |                                              |
| 1953 | Zakopane            | Janina Kurkowska-Spychajowa (Ogniwo Warszawa) |                                         |                                              |
| 1954 | Wrocław             | Maria Kondracka (Ogniwo Warszawa)             |                                         |                                              |
| 1955 | Opole               | Katarzyna Wiśniowska (Budowlani Rzeszów)      |                                         |                                              |
| 1956 | Lublin              | Maria Cugowska (Sparta Kraków)                |                                         |                                              |
| 1957 | Katowice            | Elżbieta Kanicka (Społem Łódź)                |                                         |                                              |
| 1958 | Poznań              | Maria Cugowska (Energetyk Kraków)             |                                         |                                              |
| 1959 | Sopot               | Katarzyna Wiśniowska (Resovia Rzeszów)        |                                         |                                              |
| 1960 | Kraków              | Elżbieta Kanicka (Społem Łódź)                |                                         |                                              |
| 1961 | Gdańsk              | Elżbieta Kanicka (Społem Łódź)                |                                         |                                              |
| 1962 | Warszawa            | Felicja Świątek (Surma Poznań)                |                                         |                                              |
| 1963 | Poznań              | Irena Szydłowska (Marymont Warszawa)          |                                         |                                              |
| 1964 | Łódź                | Irena Szydłowska (Marymont Warszawa)          |                                         |                                              |
| 1965 | Warszawa            | Maria Mączyńska-Cugowska (Łączność Warszawa)  |                                         |                                              |
| 1966 | Łódź                | Irena Szydłowska (Marymont Warszawa)          |                                         |                                              |
| 1967 | Stalowa Wola        | Maria Mączyńska (Łączność Warszawa)           |                                         |                                              |
| 1968 | Poznań              | Hanna Brzezińska (Marymont Warszawa)          |                                         |                                              |
| 1969 | Kraków              | Maria Mączyńska (Łączność Warszawa)           |                                         |                                              |
| 1970 | Łódź                | Irena Szydłowska (Drukarz Warszawa)           |                                         |                                              |
| 1971 | Wrocław             | Jadwiga Szoszler (Rybak Trzebierz)            |                                         |                                              |
| 1972 | Warszawa            | Maria Mączyńska (Łączność Warszawa)           |                                         |                                              |
| 1973 | Rzeszów             | Małgorzata Jeżewska (Start Radom)             |                                         |                                              |
| 1974 | Kraków              | Bogumiła Bielas (Resovia Rzeszów)             |                                         |                                              |
| 1975 | Prudnik             | Jadwiga Wilejto-Szoszler (Chemik Police)      |                                         |                                              |
| 1976 | Warszawa            | Maria Palczak (Resovia Rzeszów)               |                                         |                                              |
| 1977 | Białystok           | Jadwiga Wilejto (Obuwnik Prudnik)             |                                         |                                              |
| 1978 | Poznań              | Maria Szeliga-Palczak (Resovia Rzeszów)       |                                         |                                              |
| 1979 | Łódź                | Maria Szeliga (Resowia Rzeszów)               |                                         |                                              |
| 1980 | Gorzów Wielkopolski | Alicja Ciskowska (Mazowsze Teresin)           |                                         |                                              |
| 1981 | Poznań              | Brygida Bielawa (MRKS Gdańsk)                 |                                         |                                              |
| 1982 | Prudnik             | Alicja Ciskowska (Mazowsze Teresin)           |                                         |                                              |
| 1983 | Warszawa            | Helena Machera (Burza Wrocław)                |                                         |                                              |
| 1984 | Łódź                | Joanna Pawlik (Obuwnik Prudnik)               |                                         |                                              |
| 1985 | Gorzów Wielkopolski | Helena Machera (Burza Wrocław)                |                                         |                                              |
| 1986 | Kraków              | Malgorzata Trojnar (Resowia Rzeszów)          |                                         |                                              |
| 1987 | Gdańsk              | Joanna Nowicka (Kotwica Kołobrzeg)            |                                         |                                              |
| 1988 | Poznań              | Joanna Nowicka (Kotwica Kołobrzeg)            |                                         |                                              |
| 1989 | Prudnik             | Joanna Nowicka (Kotwica Kołobrzeg)            |                                         |                                              |
| 1990 | Żywiec              | Beata Rozwód (Kotwica Kołobrzeg)              |                                         |                                              |
| 1991 | Kraków              | Joanna Nowicka (Kotwica Kołobrzeg)            |                                         |                                              |
| 1992 | Warszawa            | Joanna Nowicka (Kotwica Kołobrzeg)            |                                         |                                              |
| 1993 | Żywiec              | Marta Prus (Drukarz Warszawa)                 |                                         |                                              |
| 1994 | Kielce              | Gabriela Abucewicz (Piast Nowa Ruda)          |                                         |                                              |
| 1995 | Kołobrzeg           | Joanna Nowicka (Mewa Kołobrzeg)               |                                         |                                              |
| 1996 | Żywiec              | Katarzyna Klata (Mazowsze Teresin)            |                                         |                                              |
| 1997 | Gorzów Wielkopolski | Joanna Nowicka (Mewa Kołobrzeg)               |                                         |                                              |
| 1998 | Warszawa            | Anna Łęcka (Sokół Radom)                      |                                         |                                              |
| 1999 | Żywiec              | Katarzyna Klata (Mazowsze Teresin)            |                                         |                                              |
| 2000 | Gorzów Wielkopolski | Justyna Mospinek (Piątka Zgierz)              |                                         |                                              |
| 2001 | Warszawa            | Justyna Mospinek (Piątka Zgierz)              |                                         |                                              |
| 2002 | Poznań              | Iwona Marcinkiewicz (Drukarz Warszawa)        |                                         |                                              |
| 2003 | Żywiec              | Barbara Węgrzynowska (Strzelec Legnica)       |                                         |                                              |
| 2004 | Prudnik             | Justyna Mospinek (Piątka Zgierz)              | Alicja Trzcionka (Obuwnik Prudnik)      | Iwona Marcinkiewicz (Drukarz Warszawa)       |
| 2005 | Legnica             | Anna Łęcka (Sokół Radom)                      |                                         |                                              |
| 2006 | Warszawa            | Anna Łęcka (Sokół Radom)                      | Anna Skłodowska (Stella Kielce)         | Justyna Mospinek (Piątka Zgierz)             |
| 2007 | Zamość              | Iwona Marcinkiewicz (Drukarz Warszawa)        |                                         |                                              |
| 2008 | Zgierz              | Paula Wyczechowska (Łucznik Żywiec)           |                                         |                                              |
| 2009 | Kraków              | Karina Lipiarska (Kmita Zabierzów)            |                                         |                                              |
| 2010 | Legnica             | Justyna Mospinek (Piątka Zgierz)              | Anna Szukalska (Czarna Strzała Bytom)   | Małgorzata Ćwienczek (Czarna Strzała Bytom)  |
| 2011 | Chorzów             | Justyna Mospinek (Piątka Zgierz)              | Natalia Leśniak (Łucznik Żywiec)        | Alesandra Ryba (Górnik Grabownica)           |
| 2012 | Rzeszów             | Natalia Leśniak (Łucznik Żywiec)              | Ewelina Marszałkowska (Społem Łódź)     | Zuzanna Ćwiklińska (UKS Hubal Białystok)     |
| 2013 | Głuchołazy          | Justyna Mospinek-Kluz (Piątka Zgierz)         | Karina Lipiarska (Grot Zabierzów)       | Joanna Rząsa (Łucznik Żywiec)                |
| 2014 | Boguchwała          | Justyna Mospinek-Kluz (Piątka Zgierz)         | Karina Lipiarska-Pałka (Grot Zabierzów) | Adriana Żurańska (Unia Pielgrzymka)          |
| 2014 | Boguchwała          | Justyna Mospinek-Kluz (Piątka Zgierz)         | Karina Lipiarska-Pałka (Grot Zabierzów) | Natalia Leśniak (Łucznik Żywiec)             |
| 2015 | Dobrcz              | Adrianna Trzebińska (Talent Wrocław)          | Wioleta Myszor (Łucznik Żywiec)         | Marta Maciejewska (Stella Kielce)            |
| 2015 | Dobrcz              | Adrianna Trzebińska (Talent Wrocław)          | Wioleta Myszor (Łucznik Żywiec)         | Milena Olszewska (Start Gorzów Wielkopolski) |
| 2016 | Dąbrowa Tarnowska   | Magdalena Śmiałkowska (Społem Łódź)           | Anna Tobolewska (Zryw Dobrcz)           | Monika Jurzak (Unia Pielgrzymka)             |
| 2016 | Dąbrowa Tarnowska   | Magdalena Śmiałkowska (Społem Łódź)           | Anna Tobolewska (Zryw Dobrcz)           | Kamila Napłoszek (Marymont Warszawa)         |
| 2017 | Dobczyce            | Sylwia Zyzańska (Łucznik Żywiec)              | Karina Lipiarska-Pałka (Grot Zabierzów) | Marlena Kocaj (Resovia Rzeszów)              |
| 2017 | Dobczyce            | Sylwia Zyzańska (Łucznik Żywiec)              | Karina Lipiarska-Pałka (Grot Zabierzów) | Joanna Rząsa (Łucznik Żywiec)                |
| 2018 | Żywiec              | Natalia Leśniak (Łucznik Żywiec)              | Małgorzata Sobieraj (Sokół Radom)       | Marlena Kocaj (Resovia Rzeszów)              |
| 2018 | Żywiec              | Natalia Leśniak (Łucznik Żywiec)              | Małgorzata Sobieraj (Sokół Radom)       | Kamila Napłoszek (Marymont Warszawa)         |
| 2019 | Bytom               | Magdalena Śmiałkowska (Społem Łódź)           | Sylwia Zyzańska (Łucznik Żywiec)        | Anna Tobolewska (Zryw Dobrcz)                |
| 2019 | Bytom               | Magdalena Śmiałkowska (Społem Łódź)           | Sylwia Zyzańska (Łucznik Żywiec)        | Karolina Farasiewicz (Obuwnik Prudnik)       |
| 2020 | Legnica             | Magdalena Śmiałkowska (Społem Łódź)           | Sylwia Zyzańska (Łucznik Żywiec)        | Wioleta Myszor (Łucznik Żywiec)              |
| 2020 | Legnica             | Magdalena Śmiałkowska (Społem Łódź)           | Sylwia Zyzańska (Łucznik Żywiec)        | Natalia Leśniak (Łucznik Żywiec)             |
| 2021 | Gdańsk              | Sylwia Zyzańska (Łucznik Żywiec)              | Magdalena Śmiałkowska (Społem Łódź)     | Anna Tobolewska (Zryw Dobrcz)                |
| 2021 | Gdańsk              | Sylwia Zyzańska (Łucznik Żywiec)              | Magdalena Śmiałkowska (Społem Łódź)     | Natalia Leśniak (Łucznik Żywiec)             |

### Mężczyźni (drużynowo)
| Rok  | Miejscowość         | Złoto                                                                                         | Srebro                                                                        | Brąz                                                                                    |
| 1987 | Gdańsk              | Nadwiślan Kraków                                                                              |                                                                               |                                                                                         |
| 1988 | Poznań              | Nadwiślan Kraków                                                                              |                                                                               |                                                                                         |
| 1989 | Prudnik             | Nadwiślan Kraków                                                                              |                                                                               |                                                                                         |
| 1990 | Żywiec              | Marymont Warszawa                                                                             |                                                                               |                                                                                         |
| 1991 | Kraków              | Marymont Warszawa                                                                             |                                                                               |                                                                                         |
| 1992 | Warszawa            | Płaszowianka Kraków                                                                           |                                                                               |                                                                                         |
| 1993 | Żywiec              | Marymont Warszawa                                                                             |                                                                               |                                                                                         |
| 1994 | Kielce              | Marymont Warszawa                                                                             |                                                                               |                                                                                         |
| 1995 | Kołobrzeg           | Marymont Warszawa                                                                             |                                                                               |                                                                                         |
| 1996 | Żywiec              | Marymont Warszawa                                                                             |                                                                               |                                                                                         |
| 1997 | Gorzów Wielkopolski | Marymont Warszawa                                                                             |                                                                               |                                                                                         |
| 1998 | Warszawa            | Stella Kielce                                                                                 |                                                                               |                                                                                         |
| 1999 | Żywiec              | Marymont Warszawa                                                                             |                                                                               |                                                                                         |
| 2000 | Gorzów Wielkopolski | Bolix-Łucznik Żywiec                                                                          |                                                                               |                                                                                         |
| 2001 | Warszawa            | Stella Kielce                                                                                 |                                                                               |                                                                                         |
| 2002 | Poznań              | Łucznik Żywiec                                                                                |                                                                               |                                                                                         |
| 2003 | Żywiec              | Łucznik Żywiec                                                                                |                                                                               |                                                                                         |
| 2004 | Prudnik             | Strzelec Legnica                                                                              | Sokół Radom                                                                   | Stella Kielce                                                                           |
| 2005 | Legnica             | Społem Łódź                                                                                   |                                                                               |                                                                                         |
| 2006 | Warszawa            | Agros Zamość                                                                                  | Marymont Warszawa I                                                           | Łucznik Żywiec I                                                                        |
| 2007 | Zamość              | Łucznik Żywiec                                                                                |                                                                               |                                                                                         |
| 2008 | Zgierz              | Łucznik Żywiec I                                                                              | Stella Kielce I                                                               | Stella Kielce II                                                                        |
| 2009 | Kraków              | Łucznik Żywiec I                                                                              | Stella Kielce                                                                 | Łucznik Żywiec II                                                                       |
| 2010 | Legnica             | Łucznik Żywiec Piotr Piątek Tomasz Cis Bartłomiej Stanko Paweł Zarzecki                       | Stella Kielce II Michał Detka Tomasz Przepióra Karol Sokołowski               | Stella Kielce I Rafał Dobrowolski Maciej Fałdziński Mateusz Toborowicz Sebastian Pędzik |
| 2011 | Chorzów             | Surma Poznań Aleksander Michalski Mikołaj Przymusiński Oskar Strecker Rafał Szanecki          | Stella Kielce II Michał Detka Sebastian Bątor Tomasz Przepióra                | Stella Kielce I Maciej Fałdziński Rafał Dobrowolski Mateusz Toborowicz                  |
| 2012 | Rzeszów             | Łucznik Żywiec I Grzegorz Śliwka Tomasz Cis Piotr Piątek Daniel Leśniak                       | Marymont Warszawa I Sławomir Napłoszek Kacper Sierakowski Roman Pękalski      | Talent Wrocław Dawid Malicki Paweł Marzec Michał Grec Piotr Pajączek                    |
| 2013 | Głuchołazy          | Marymont Warszawa I Sławomir Napłoszek Kacper Sierakowski Roman Pękalski Michał Suchoński     | Łucznik Żywiec I Grzegorz Śliwka Tomasz Cis Daniel Leśniak Bartłomiej Stanko  | Obuwnik Prudnik Kasper Helbin Michał Kamiński Dominik Makowski Damian Idzi              |
| 2014 | Boguchwała          | Marymont Warszawa I Sławomir Napłoszek Roman Pękalski Kacper Sierakowski                      | Łucznik Żywiec Damian Goły Rafał Cwajna Bartłomiej Stanko Paweł Zarzecki      | Sokół Radom I Jacek Kwaczyński Tomasz Maliszewski Przemysław Sułek Kamil Kośla          |
| 2014 | Boguchwała          | Marymont Warszawa I Sławomir Napłoszek Roman Pękalski Kacper Sierakowski                      | Łucznik Żywiec Damian Goły Rafał Cwajna Bartłomiej Stanko Paweł Zarzecki      | Społem Łódź Jakub Szafarz Michał Dobroszek Konrad Cinkusz                               |
| 2015 | Dobrcz              | Marymont Warszawa Sławomir Napłoszek Kacper Sierakowski Ludwik Pietrusiński Roman Pękalski    | Społem Łódź Marek Safran Jakub Szafarz Michał Basiuras                        | Zryw Dobrcz Wiktor Wojciechowski Kamil Brążkiewicz Arkadiusz Smoliński Patryk Tikwiński |
| 2015 | Dobrcz              | Marymont Warszawa Sławomir Napłoszek Kacper Sierakowski Ludwik Pietrusiński Roman Pękalski    | Społem Łódź Marek Safran Jakub Szafarz Michał Basiuras                        | OŚ AZS Poznań Aleksander Michalski Oskar Strecker Mateusz Ogrodowczyk Michał Czapczyk   |
| 2016 | Dąbrowa Tarnowska   | Marymont Warszawa I Sławomir Napłoszek Kacper Sierakowski Piotr Starzycki Ludwik Pietrusiński | Społem Łódź Marek Szafran Michał Basiuras Juliusz Lerman Jakub Szafarz        | Łucznik Żywiec I Kacper Bizon Damian Goły Oskar Kasprowski                              |
| 2016 | Dąbrowa Tarnowska   | Marymont Warszawa I Sławomir Napłoszek Kacper Sierakowski Piotr Starzycki Ludwik Pietrusiński | Społem Łódź Marek Szafran Michał Basiuras Juliusz Lerman Jakub Szafarz        | Talent Wrocław Paweł Marzec Michał Grec Bartłomiej Bątkiewicz Maciej Niedźwiedź         |
| 2017 | Dobczyce            | Marymont Warszawa I Kacper Sierakowski Sławomir Napłoszek Piotr Starzycki Michał Zalewski     | Stella Kielce I Maciej Fałdziński Mateusz Bucki Dawid Kulik Daniel Szkuta     | Resovia Rzeszów Tomasz Czyż Paweł Czyż Andrzej Wiącek Kamil Malita                      |
| 2017 | Dobczyce            | Marymont Warszawa I Kacper Sierakowski Sławomir Napłoszek Piotr Starzycki Michał Zalewski     | Stella Kielce I Maciej Fałdziński Mateusz Bucki Dawid Kulik Daniel Szkuta     | Sokół Radom Jacek Kwaczyński Robert Kornafel Kamil Kośla                                |
| 2018 | Żywiec              | Talent Wrocław I Paweł Marzec Antoni Kozłowski Bartłomiej Bątkiewicz                          | Łucznik Żywiec I Oskar Kasprowski Szymon Kurowski Filip Łazowski Kacper Bizoń | Społem Łódź I Michał Basiuras Marek Szafran Kamil Siczek                                |
| 2018 | Żywiec              | Talent Wrocław I Paweł Marzec Antoni Kozłowski Bartłomiej Bątkiewicz                          | Łucznik Żywiec I Oskar Kasprowski Szymon Kurowski Filip Łazowski Kacper Bizoń | Marymont Warszawa I Kacper Sierakowski Sławomir Napłoszek Piotr Starzycki               |
| 2019 | Bytom               | Społem Łódź Michał Basiuras Marek Szafran Kamil Siczek Łukasz Nowak                           | Marymont Warszawa I Kacper Sierakowski Sławomir Napłoszek Piotr Starzycki     | Stella Kielce Mateusz Bucki Maciej Fałdziński Dawid Kulik Daniel Szkuta                 |
| 2019 | Bytom               | Społem Łódź Michał Basiuras Marek Szafran Kamil Siczek Łukasz Nowak                           | Marymont Warszawa I Kacper Sierakowski Sławomir Napłoszek Piotr Starzycki     | Łucznik Żywiec I Filip Łazowski Oskar Kasprowski Kacper Bizoń Adam Wojtala              |
| 2020 | Legnica             | Społem Łódź I Michał Basiuras Kamil Siczek Marek Szafran                                      | Marymont Warszawa I Sławomir Napłoszek Kacper Sierakowski Piotr Starzycki     | Surma Poznań I Ryszard Janiszewski Mateusz Malak Mateusz Ogrodowczyk                    |
| 2020 | Legnica             | Społem Łódź I Michał Basiuras Kamil Siczek Marek Szafran                                      | Marymont Warszawa I Sławomir Napłoszek Kacper Sierakowski Piotr Starzycki     | Łucznik Żywiec I Konrad Kupczak Piotr Piątek Grzegorz Śliwka Michał Rytlewski           |
| 2021 | Gdańsk              | Marymont Warszawa I Sławomir Napłoszek Kacper Sierakowski Piotr Starzycki Ludwik Pietrusiński | Zryw Dobrcz Arkadiusz Smoliński Jakub Smoliński Kacper Żurek                  | Łucznik Żywiec I Oskar Kasprowski Filip Łazowski Jakub Bąk Michał Rytlewski             |
| 2021 | Gdańsk              | Marymont Warszawa I Sławomir Napłoszek Kacper Sierakowski Piotr Starzycki Ludwik Pietrusiński | Zryw Dobrcz Arkadiusz Smoliński Jakub Smoliński Kacper Żurek                  | Marymont Warszawa IV Antoni Powała Jerzy Sputo Roman Pękalski                           |

### Kobiety (drużynowo)
| Rok  | Miejscowość         | Złoto                                                                            | Srebro                                                                                  | Brąz                                                                                       |
| 1987 | Gdańsk              | Łucznik Żywiec                                                                   |                                                                                         |                                                                                            |
| 1988 | Poznań              | Kotwica Kołobrzeg                                                                |                                                                                         |                                                                                            |
| 1989 | Prudnik             | Kotwica Kołobrzeg                                                                |                                                                                         |                                                                                            |
| 1990 | Żywiec              | Kotwica Kołobrzeg                                                                |                                                                                         |                                                                                            |
| 1991 | Kraków              | Łucznik Żywiec                                                                   |                                                                                         |                                                                                            |
| 1992 | Warszawa            | Kotwica Kołobrzeg                                                                |                                                                                         |                                                                                            |
| 1993 | Żywiec              | Drukarz Warszawa                                                                 |                                                                                         |                                                                                            |
| 1994 | Kielce              | Marymont Warszawa                                                                |                                                                                         |                                                                                            |
| 1995 | Kołobrzeg           | Mazowsze                                                                         |                                                                                         |                                                                                            |
| 1996 | Żywiec              | Marymont Warszawa                                                                |                                                                                         |                                                                                            |
| 1997 | Gorzów Wielkopolski | Marymont Warszawa                                                                |                                                                                         |                                                                                            |
| 1998 | Warszawa            | Marymont Warszawa                                                                |                                                                                         |                                                                                            |
| 1999 | Żywiec              | Marymont Warszawa                                                                |                                                                                         |                                                                                            |
| 2000 | Gorzów Wielkopolski | Drukarz Warszawa                                                                 |                                                                                         |                                                                                            |
| 2001 | Warszawa            | Czarna Strzała Bytom                                                             |                                                                                         |                                                                                            |
| 2002 | Poznań              | Łucznik Żywiec                                                                   |                                                                                         |                                                                                            |
| 2003 | Żywiec              | Łucznik Żywiec                                                                   |                                                                                         |                                                                                            |
| 2004 | Prudnik             | Łucznik Żywiec                                                                   | Drukarz Warszawa                                                                        | Kmita Zabierzów                                                                            |
| 2005 | Legnica             | Łucznik Żywiec                                                                   |                                                                                         |                                                                                            |
| 2006 | Warszawa            | Łucznik Żywiec                                                                   | Drukarz Warszawa I                                                                      | Olimpia Suchedniów                                                                         |
| 2007 | Zamość              | Drukarz Warszawa                                                                 |                                                                                         |                                                                                            |
| 2008 | Zgierz              | Łucznik Żywiec                                                                   | Olimpia Suchedniów                                                                      | Społem Łódź                                                                                |
| 2009 | Kraków              | Łucznik Żywiec                                                                   | Piątka Zgierz                                                                           | Marymont Warszawa                                                                          |
| 2010 | Legnica             | Czarna Strzała Bytom Małgorzata Ćwienczek Anna Szukalska Joanna Kamińska         | Łucznik Żywiec Joanna Rząsa Natalia Leśniak Paula Wyczechowska Anna Jończy              | Społem Łódź Maja Rejmer Anna Grzelak Paulina Tyszko Marta Cogiel                           |
| 2011 | Chorzów             | Łucznik Żywiec Natalia Leśniak Paula Wyczechowska Wioleta Myszor Joanna Rząsa    | Piątka Zgierz Justyna Mospinek Aleksandra Róg Paulina Misztal                           | Marymont Warszawa Maja Rejmer Paulina Tyszko Anna Grzelak Magdalena Rodak                  |
| 2012 | Rzeszów             | Łucznik Żywiec Natalia Leśniak Wioleta Myszor Joanna Rząsa Iga Cis               | Sokół Radom Małgorzata Sobieraj Anna Łęcka-Dobrowolska Renata Grunt Małgorzata Pietrzyk | Grot Zabierzów Maja Rejmer Anna Grzelak Paulina Tyszko Marta Cogiel                        |
| 2013 | Głuchołazy          | Grot Zabierzów Karina Lipiarska Anna Stanieczek Agata Stanieczek Adrianna Kawa   | Łucznik Żywiec I Natalia Leśniak Wioleta Myszor Marlena Wejnerowska Joanna Rząsa        | Sokół Radom Małgorzata Sobieraj Anna Łęcka-Dobrowolska Joanna Gorczyca Renata Grunt        |
| 2014 | Boguchwała          | Marymont Warszawa Paulina Tyszko Maja Stryjecka-Rejmer Anna Grzelak Ewa Sobieraj | Grot Zabierzów Karina Lipiarska-Pałka Anna Stanieczek Agata Stanieczek                  | Łucznik Żywiec Wioleta Myszor Natalia Leśniak Joanna Rząsa                                 |
| 2014 | Boguchwała          | Marymont Warszawa Paulina Tyszko Maja Stryjecka-Rejmer Anna Grzelak Ewa Sobieraj | Grot Zabierzów Karina Lipiarska-Pałka Anna Stanieczek Agata Stanieczek                  | Unia Pielgrzymka Adriana Żurańska Monika Jurzak Anna Jurzak                                |
| 2015 | Dobrcz              | Unia Pielgrzymka Adriana Żurańska Monika Wierzchowska Monika Jurzak              | Stella Kielce Marta Maciejewska Małgorzata Góral Karolina Sorys                         | Łucznik Żywiec Wioleta Myszor Sylwia Zyzańska Natalia Leśniak Joanna Rząsa                 |
| 2015 | Dobrcz              | Unia Pielgrzymka Adriana Żurańska Monika Wierzchowska Monika Jurzak              | Stella Kielce Marta Maciejewska Małgorzata Góral Karolina Sorys                         | Sokół Radom Anna Łęcka-Dobrowolska Małgorzata Sobieraj Małgorzata Pietrzyk Joanna Gorczyca |
| 2016 | Dąbrowa Tarnowska   | Łucznik Żywiec I Wioleta Myszor Sylwia Zyzańska Natalia Leśniak                  | Marymont Warszawa I Kamila Napłoszek Ewa Sobieraj Aleksandra Kwiecień Paulina Tyszko    | Łucznik Żywiec I Joanna Rząsa Gloria Juszczuk Zuzanna Grzymek Paulina Lach                 |
| 2016 | Dąbrowa Tarnowska   | Łucznik Żywiec I Wioleta Myszor Sylwia Zyzańska Natalia Leśniak                  | Marymont Warszawa I Kamila Napłoszek Ewa Sobieraj Aleksandra Kwiecień Paulina Tyszko    | Obuwnik Prudnik Karolina Farasiewicz Monika Barakońska Dominika Koszańska Dominika Byra    |
| 2017 | Dobczyce            | Łucznik Żywiec I Sylwia Zyzańska Natalia Leśniak Wioleta Myszor                  | Stella Kielce Małgorzata Góral Marta Maciejewska Aleksandra Baran Oliwia Żelazna        | Talent Wrocław Adrianna Trzebińska Anna Marzec Maja Banaszewska-Dudek Anna Futyma          |
| 2017 | Dobczyce            | Łucznik Żywiec I Sylwia Zyzańska Natalia Leśniak Wioleta Myszor                  | Stella Kielce Małgorzata Góral Marta Maciejewska Aleksandra Baran Oliwia Żelazna        | Obuwnik Prudnik Milena Barakońska Karolina Farasiewicz Dominika Koszańska                  |
| 2018 | Żywiec              | Łucznik Żywiec I Sylwia Zyzańska Natalia Leśniak Wioleta Myszor Joanna Rząsa     | Marymont Warszawa I Kamila Napłoszek Laura Dullas Ewa Sobieraj Chrostowska              | Stella Kielce I Małgorzata Góral Aleksandra Baran Oliwia Żelazna Gabriela Bryk             |
| 2018 | Żywiec              | Łucznik Żywiec I Sylwia Zyzańska Natalia Leśniak Wioleta Myszor Joanna Rząsa     | Marymont Warszawa I Kamila Napłoszek Laura Dullas Ewa Sobieraj Chrostowska              | Społem Łódź I Magdalena Śmiałkowska Melania Wyka Martyna Kalwinek Dominika Nowak           |
| 2019 | Bytom               | Łucznik Żywiec I Sylwia Zyzańska Natalia Leśniak Joanna Rząsa Wioleta Myszor     | Resovia Rzeszów Marlena Kocaj Małgorzata Trojnar Julia Hejnosz                          | Talent Wrocław Adrianna Trzebińska Weronika Goclon Marta Smolak                            |
| 2019 | Bytom               | Łucznik Żywiec I Sylwia Zyzańska Natalia Leśniak Joanna Rząsa Wioleta Myszor     | Resovia Rzeszów Marlena Kocaj Małgorzata Trojnar Julia Hejnosz                          | Obuwnik Prudnik Karolina Farasiewicz Weronika Święcka Olimpia Kowszyn                      |
| 2020 | Legnica             | Społem Łódź I Martyna Kalwinek Dominika Nowak Magdalena Śmiałkowska              | Łucznik Żywiec I Natalia Leśniak Wioleta Myszor Sylwia Zyzańska Joanna Rząsa            | Czarna Strzała Bytom I Natalia Michalska Martyna Stach Klaudia Szmit                       |
| 2020 | Legnica             | Społem Łódź I Martyna Kalwinek Dominika Nowak Magdalena Śmiałkowska              | Łucznik Żywiec I Natalia Leśniak Wioleta Myszor Sylwia Zyzańska Joanna Rząsa            | Talent Wrocław I Weronika Goclon Adrianna Trzebińska Łucja Wesołowska Marta Smolak         |
| 2021 | Gdańsk              | Łucznik Żywiec I Wioleta Myszor Natalia Leśniak Sylwia Zyzańska                  | Mazowsze Teresin I Maria Małolepsza Julia Gajda Alicja Maciągowska Natalia Skrok        | Łucznik Żywiec II Joanna Rząsa-Leniart Kinga Tomaszewicz Klaudia Płaza Aleksandra Wider    |
| 2021 | Gdańsk              | Łucznik Żywiec I Wioleta Myszor Natalia Leśniak Sylwia Zyzańska                  | Mazowsze Teresin I Maria Małolepsza Julia Gajda Alicja Maciągowska Natalia Skrok        | Czarna Strzała Bytom Natalia Michalska Martyna Stach Klaudia Szmit Anna Pieprzyca          |

### Mikst
| Rok  | Miejscowość       | Złoto                                               | Srebro                                                    | Brąz                                                   |
| 2009 | Kraków            | Czarna Strzała Bytom                                |                                                           |                                                        |
| 2010 | Legnica           | Łucznik Żywiec II Tomasz Cis Natalia Leśniak        | Łucznik Żywiec I Piotr Piątek Joanna Rząsa                | ROKiS Radzymin I Robert Marcinkiewicz Justyna Kobak    |
| 2011 | Chorzów           | Łucznik Żywiec II Natalia Leśniak Paweł Zarzecki    | Łucznik Żywiec I Wioleta Myszor Piotr Piątek              | Stella Kielce I Anna Skłodowska Rafał Dobrowolski      |
| 2012 | Rzeszów           | Społem Łódź I Ewelina Marszałkowska Jakub Szafarz   | Stella Kielce I Kinga Mróz Rafał Dobrowolski              | Sokół Radom I Małgorzata Sobieraj Jacek Kwaczyński     |
| 2013 | Głuchołazy        | Łucznik Żywiec I Natalia Leśniak Grzegorz Śliwka    | Łucznik Żywiec II Wioleta Myszor Tomasz Cis               | Społem Łódź Ewelina Marszałkowska Jakub Szafarz        |
| 2014 | Boguchwała        | Marymont Warszawa I                                 | Marymont Warszawa II                                      | Sokół Radom I                                          |
| 2014 | Boguchwała        | Marymont Warszawa I                                 | Marymont Warszawa II                                      | Unia Pielgrzymka I                                     |
| 2015 | Dobrcz            | Obuwnik Prudnik Milena Barakońska Kasper Helbin     | Unia Pielgrzymka Adriana Żurańska Adam Jurzak             | Społem Łódź Katarzyna Żakieta Marek Szafran            |
| 2015 | Dobrcz            | Obuwnik Prudnik Milena Barakońska Kasper Helbin     | Unia Pielgrzymka Adriana Żurańska Adam Jurzak             | Talent Wrocław Maja Banaszewska-Dudek Paweł Marzec     |
| 2016 | Dąbrowa Tarnowska | Społem Łódź Magdalena Śmiałkowska Marek Szafran     | Obuwnik Prudnik Karolina Farasiewicz Kasper Helbin        | Łucznik Żywiec I Wioleta Myszor Damian Goły            |
| 2016 | Dąbrowa Tarnowska | Społem Łódź Magdalena Śmiałkowska Marek Szafran     | Obuwnik Prudnik Karolina Farasiewicz Kasper Helbin        | Stella Kielce I Małgorzata Góral Maciej Fałdziński     |
| 2017 | Dobczyce          | Stella Kielce III Aleksandra Baran Dawid Kulik      | Marymont Warszawa II Maria Chrostowska Sławomir Napłoszek | Łucznik Żywiec III Joanna Rząsa Patryk Cacak           |
| 2017 | Dobczyce          | Stella Kielce III Aleksandra Baran Dawid Kulik      | Marymont Warszawa II Maria Chrostowska Sławomir Napłoszek | Resovia Rzeszów I Małgorzata Trojnar Tomasz Czyż       |
| 2018 | Żywiec            | Łucznik Żywiec V Oskar Kasprowski Sylwia Zyzańska   | Marymont Warszawa I Sławomir Napłoszek Kamila Napłoszek   | Obuwnik Prudnik II Kasper Helbin Karolina Farasiewicz  |
| 2018 | Żywiec            | Łucznik Żywiec V Oskar Kasprowski Sylwia Zyzańska   | Marymont Warszawa I Sławomir Napłoszek Kamila Napłoszek   | Marymont Warszawa II Kacper Sierakowski Laura Dullas   |
| 2019 | Bytom             | Łucznik Żywiec I Sylwia Zyzańska Oskar Kasprowski   | Łucznik Żywiec II Natalia Leśniak Kacper Bizoń            | Społem Łódź I Magdalena Śmiałkowska Michał Basiuras    |
| 2019 | Bytom             | Łucznik Żywiec I Sylwia Zyzańska Oskar Kasprowski   | Łucznik Żywiec II Natalia Leśniak Kacper Bizoń            | Łucznik Żywiec III Wioleta Myszor Filip Łazowski       |
| 2020 | Legnica           | Społem Łódź I Magdalena Śmiałkowska Michał Basiuras | Zryw Dobrcz Anna Tobolewska Arkadiusz Smoliński           | Marymont Warszawa II Zuzanna Bączyk Sławomir Napłoszek |
| 2020 | Legnica           | Społem Łódź I Magdalena Śmiałkowska Michał Basiuras | Zryw Dobrcz Anna Tobolewska Arkadiusz Smoliński           | Stella Kielce I Aleksandra Baran Mateusz Bucki         |
| 2021 | Gdańsk            | Łucznik Żywiec I Oskar Kasprowski Wioleta Myszor    | Łucznik Żywiec III Natalia Leśniak Jakub Bąk              | Zryw Dobrcz Arkadiusz Smoliński Anna Tobolewska        |
| 2021 | Gdańsk            | Łucznik Żywiec I Oskar Kasprowski Wioleta Myszor    | Łucznik Żywiec III Natalia Leśniak Jakub Bąk              | Łucznik Żywiec II Sylwia Zyzańska Filip Łazowski       |